# Institut für Energie- und Umweltforschung Heidelberg
Das ifeu – Institut für Energie- und Umweltforschung Heidelberg gGmbH (ifeu) wurde 1978 von wissenschaftlichen Mitarbeitern der Universität Heidelberg gegründet mit dem Ziel, unabhängige Forschungsarbeiten zu umweltrelevanten Themen zu ermöglichen. Das IFEU war eines der ersten selbstverwalteten und selbstbestimmten Forschungsinstitute in Deutschland. Das als gemeinnützig anerkannte Institut mit Sitz in Heidelberg sowie einer Zweigstelle in Berlin hat rund 70 Mitarbeiter (Stand 2013). Der Chemiker und Mitgründer Ulrich Höpfner war zwischen 1978 und 2009 Vorstand bzw. Geschäftsführer des ifeu. Derzeit (Stand 2015) sind Andreas Detzel, Lothar Eisenmann und Martin Pehnt Geschäftsführer.

## Arbeitsfelder und Auftraggeber
Die Arbeitsfelder umfassen (Stand 2013) folgende Bereiche: Abfallwirtschaft, Bildung & Information, Energie, Industrie & Emissionen, Biomasse & Lebensmittel, Nachhaltigkeit, Ökobilanzen, Risikobewertung, UVP & SUP sowie Verkehr & Umwelt.
Zu den Auftraggebern des ifeu zählen internationale Institutionen, Bundes- und Landesbehörden sowie Ministerien, darunter etwa Food and Agriculture Organization of the United Nations, European Environment Agency, Bundesministerium für Umwelt, Naturschutz und Reaktorsicherheit, Bundesministerium für Wirtschaft und Technologie, Umweltbundesamt oder Umweltministerium Baden-Württemberg. Hinzu kommen Beratungsleistungen für Kommunen oder namhafte Unternehmen wie Deutsche Shell AG, Volkswagen AG oder Deutsche Bahn, für die das ifeu u. a. fachliche Unterstützung und Datenbasis für den ersten Internet-Umweltbilanzrechner „UmweltMobilCheck“ lieferte. Auch die Auto-Umweltliste des VCD basiert auf einer Studie des ifeu. Weitere Auftraggeber sind Wirtschaftsverbände, Nichtregierungsorganisationen (etwa WWF), Schulen, Stadtwerke sowie Transport- und Logistikdienstleister. Zahlreiche Projekte wurden bzw. werden von der EU gefördert.

## Entwicklung der Themenfelder und exemplarische Forschungsprojekte
Bereits im Gründungsjahr 1978 erregte das ifeu durch ein radioökologisches Gutachten zum Kernkraftwerk Wyhl bundesweites Aufsehen, mit dem sich auch die US-amerikanische Nuclear Regulatory Commission auseinandersetzte. Es folgten weitere Forschungsaufträge aus dem Bereich der Kernenergie, etwa für das damalige deutsche Ministerium für Forschung und Technologie, aber auch zu anderen umweltrelevanten Themen, wie Zusammenhängen zwischen Luftverunreinigungen und Waldsterben. Später kam beispielsweise der Themenbereich Umwelt und Verkehr hinzu, so bezog Mitte der 1980er-Jahre das ifeu-Institut dezidierte Positionen in der Diskussion zum Tempolimit auf deutschen Straßen. In der Folge wandte sich das ifeu auch dem damals neuen Thema der Ökobilanzierung zu. In diesem Zusammenhang entstanden Gutachten für Unternehmen wie Bertelsmann oder Duales System Deutschland.
Beate Weber, damalige Oberbürgermeisterin von Heidelberg, konstatierte 1998 zum 20. Gründungsjubiläum: „[…] 20 Jahre ifeu – das ist etwas ganz Besonderes. So wird damit zum einen der erfolgreiche Weg von Wissenschaftlern aus der Universität in die Selbständigkeit dokumentiert, zu einer Zeit, als davon allgemein noch keine Rede war. Zum anderen lässt sich die Geschichte des ifeu nicht loslösen von der Entwicklung der Umweltpolitik und Umweltbewegung in Deutschland.“
Eine 2004 abgeschlossene Ökobilanz-Untersuchung des ifeu, die PET-Einweg-Gebinde mit Glas-Mehrweg-Verpackungen verglich, bildete die bis dahin weltweit größte und umfassendste wissenschaftliche Studie in diesem Bereich. Zu den vom ifeu untersuchten Themen zählt auch die Elektromobilität. Speziell bei der Abfallwirtschaft unterstützte das ifeu-Institut gemeinsam mit Experten anderer Fachrichtungen das Bundesumweltministerium und den Interministeriellen Ausschuss „Nachhaltige Entwicklung“ der Bundesregierung bei der Erarbeitung und Auswahl von Nachhaltigkeitsindikatoren. Das vom ifeu-Institut im Auftrag des baden-württembergischen Ministeriums für Umwelt und Verkehr erstellte Internetangebot „KlimaNet“, das sich an Schulen richtet, wurde von der UNESCO-Kommission für die UN-Dekade „Bildung für nachhaltige Entwicklung“ 2005 offiziell als Dekadenprojekt ausgezeichnet.
Das ifeu ist eines der sieben Pionierinstitute der Nachhaltigkeitsforschung, die sich im Jahr 2011 gegründeten Netzwerk Ecological Research Network (Ecornet) zusammengeschlossen haben (mit Ecologic Institut, IÖW, ISOE, Öko-Institut, UfU sowie Wuppertal Institut für Klima, Umwelt, Energie). Darüber hinaus zählt es zu den Instituten, die das seit 1992 jährlich herausgegebene Jahrbuch Ökologie begleiten.